# شش‌پره‌ای غربی
شش‌پره‌ای غربی (نام علمی: Parotia sefilata) نام یک گونه از سرده شش‌پره‌ای است.